# Виалли, Джанлука
Джанлу́ка Виа́лли (итал. Gianluca Vialli; 9 июля 1964, Кремона, Ломбардия — 6 января 2023, Лондон) — итальянский футболист и тренер. Один из девяти футболистов, выигравших Лигу чемпионов, Кубок УЕФА и Кубок обладателей кубков, и единственный, кто становился как финалистом, так и победителем данных трёх турниров.

## Карьера игрока
Карьера Виалли началась в клубе «Кремонезе». После того, как он забил 10 мячей в сезоне 1983/1984, его пригласила команда «Сампдория», с которой он выиграл Серию A (1990/91), три Кубка Италии (1985, 1988, 1989) и Кубок обладателей кубков УЕФА 1990. В финале Кубка кубков «Сампдория» победила бельгийский «Андерлехт» со счётом 2:0, оба гола забил Виалли.
Вскоре после поражения в финале Лиги чемпионов 1992 года от «Барселоны» Виалли подписал рекордный по сумме трансфера контракт с «Ювентусом», сумма трансфера составила 12,5 млн фунтов стерлингов.

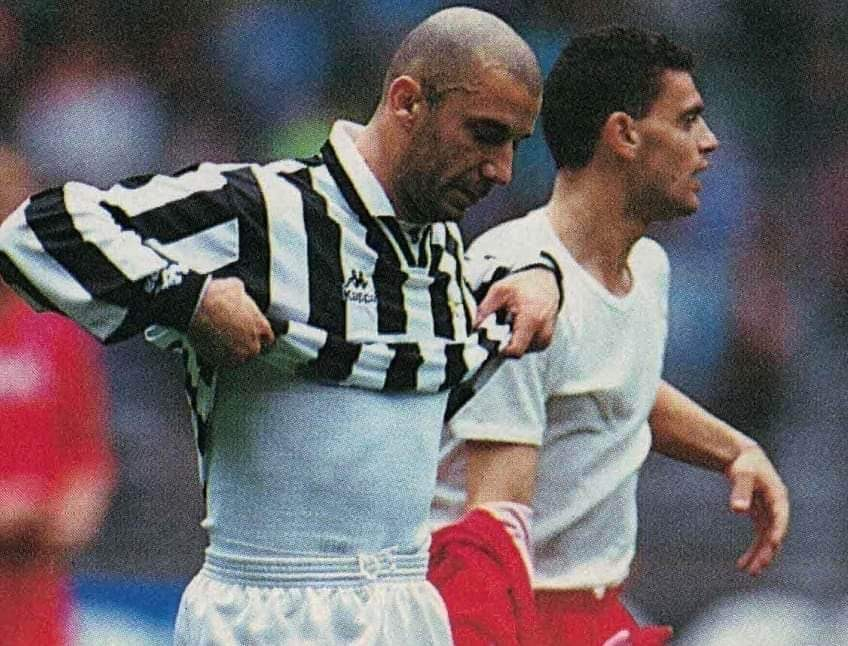
Виалли в составе «Ювентуса»

В своём первом сезоне за «бьянконери» футболист выиграл Кубок УЕФА. В финальных матчах «Ювентус» уверенно переиграл дортмундскую «Боруссию» (3:0 и 3:1), Виалли выходил в стартовом составе в обоих матчах, но голами не отметился. Своё второе скудетто и Кубок Италии Виалли завоевал вместе с «Юве» в 1995 году, отметившись 16 голами за сезон. В 1996 году Виалли выиграл в составе «Ювентуса» Лигу чемпионов (в финале на Олимпийском стадионе в Риме был капитаном туринского клуба и отыграл полный матч), после чего подписал долгосрочный контракт с клубом английской Премьер-лиги «Челси».
Его переход был одной из важных инициатив тогдашнего наставника «Челси» Рууда Гуллита. Вскоре «Челси» с Виалли в составе выиграл Кубок Англии; в финальном поединке Виалли отыграл лишь пять минут, будучи выпущен в концовке встречи ради затяжки времени. Несмотря на несколько удачных игр в сезоне 1997/98, Виалли не смог завоевать постоянное место в основном составе «Челси».
Дебютировал в сборной Италии 16 ноября 1985 года в товарищеском матче против Польши (0:1). Первый мяч за сборную забил в своей 12-й игре 24 января 1987 года в отборочном матче Евро-1988 против Мальты. Во время выступлений за «Сампдорию» Виалли регулярно вызывался в сборную Италии, в составе которой участвовал в чемпионатах мира 1986 и 1990 годов, и Евро-1988. На домашнем чемпионате мира 1990 года сыграл три матча (0 голов) и стал обладателем бронзовой медали. Последний матч за сборную провёл в возрасте 28 лет 19 декабря 1992 года в отборочном турнире чемпионата мира 1994 года против Мальты (2:1), в этой игре забил один из мячей. Из-за разногласий с тренером сборной Арриго Сакки Виалли не был приглашён в сборную на ЧМ-1994 в США, и затем, когда стало известно, что в финале ЧМ сыграют Италия и Бразилия, он заявил, что будет поддерживать Бразилию.

## Карьера тренера
В 1998 году, после ухода Гуллита, Виалли было предложено место играющего тренера «Челси», и он согласился, став одним из самых успешных специалистов за всю историю клуба. При нём синие одержали победу в Кубке лиги, Кубке кубков и Кубке Англии. Также был выигран Суперкубок УЕФА благодаря единственному голу уругвайца Густаво Пойета в ворота «Реал Мадрида».
В сезоне 1998/99 «синие» финишировали третьими в национальном чемпионате, что стало лучшим показателем с 1970 года.
В 2001 Джанлука Виалли покинул лондонский клуб, и вместе с ним по разным причинам ушли другие лидеры: Роберто Ди Маттео, Дидье Дешам, Дан Петреску. Эпоха Виалли уступила место эпохе Романа Абрамовича; новыми лидерами клуба стали Джон Терри и Фрэнк Лэмпард.
Год, проведённый на посту главного тренера «Уотфорда», не был для итальянца удачным, вследствие чего он покинул клуб по окончании сезона. Долгое время Виалли работал комментатором в Sky Italia. В 2019 году Виалли по приглашению своего друга и бывшего партнёра по сборной и «Сампдории» Роберто Манчини вошёл в тренерский штаб сборной Италии. В 2021 году сборная Италии выиграла Евро-2020.

## Болезнь и смерть
Скончался 6 января 2023 года на 59-м году жизни от рака поджелудочной железы.

## Достижения

### Как игрок
«Сампдория»
- Чемпион Италии: 1990/91
- Обладатель Кубка Италии (3): 1984/85, 1987/88, 1988/89
- Финалист Кубка Италии (2): 1985/86, 1990/91
- Обладатель Суперкубка Италии: 1991
- Обладатель Кубка обладателей кубков УЕФА: 1989/90
- Финалист Кубка обладателей кубков УЕФА: 1988/89
- Финалист Кубка европейских чемпионов: 1991/92

«Ювентус»
- Чемпион Италии: 1994/95
- Серебряный призёр чемпионата Италии (2): 1993/94, 1995/96
- Обладатель Кубка Италии: 1994/95
- Обладатель Суперкубка Италии: 1995
- Победитель Лиги чемпионов УЕФА: 1995/96
- Обладатель Кубка УЕФА: 1992/93
- Финалист Кубка УЕФА: 1994/95

«Челси»
- Бронзовый призёр чемпионата Англии: 1999
- Обладатель Кубка Англии: 1997
- Обладатель Кубка английской лиги: 1998
- Обладатель Кубка обладателей кубков УЕФА: 1997/98
- Обладатель Суперкубка УЕФА: 1998

Сборная Италии
- Бронзовый призёр чемпионата мира: 1990
- Бронзовый призёр чемпионата Европы: 1988

### Как тренер
«Челси»
- Обладатель Кубка Англии: 2000
- Обладатель Кубка английской лиги: 1998
- Обладатель Суперкубка Англии: 2000
- Обладатель Кубка обладателей кубков УЕФА: 1997/98
- Обладатель Суперкубка УЕФА: 1998

### Личные
- Лучший бомбардир чемпионата Европы среди молодёжных команд: 1986
- Лучший бомбардир чемпионата Италии: 1990/91 (19 голов)
- Лучший бомбардир Кубка Италии: 1988/89 (13 голов)
- Лучший бомбардир Кубка обладателей кубков УЕФА: 1989/90 (7 голов)
- Лучший игрок мира по версии журнала World Soccer: 1995
- 3-е место в списке лучших бомбардиров Кубка обладателей кубков УЕФА за все времена: 19 голов
- Входит в состав символической сборной по итогам чемпионата Европы по версии УЕФА: 1988
- Международная премия Джачинто Факкетти: 2019
- Введён в Зал славы итальянского футбола: 2015

## Награды
- Кавалер ордена «За заслуги перед Итальянской Республикой» (30 сентября 1991)[7]
- Командор ордена «За заслуги перед Итальянской Республикой» (16 июля 2021) — в знак признания спортивных ценностей и национального духа, которые вдохновили итальянскую команду на победу на чемпионате Европы по футболу 2020[8][9]

## Статистика

### Игровая
| Выступление      | Выступление      | Выступление      | Лига | Лига | Кубок страны | Кубок страны | Еврокубки | Еврокубки | Другие | Другие | Итого | Итого |
| Клуб             | Лига             | Сезон            | Игры | Голы | Игры         | Голы         | Игры      | Голы      | Игры   | Голы   | Игры  | Голы  |
| ---------------- | ---------------- | ---------------- | ---- | ---- | ------------ | ------------ | --------- | --------- | ------ | ------ | ----- | ----- |
| Кремонезе        | Серия С          | 1980/81          | 2    | 0    | 0            | 0            | 0         | 0         | 0      | 0      | 2     | 0     |
| Кремонезе        | Серия B          | 1981/82          | 31   | 5    | 1            | 0            | 0         | 0         | 0      | 0      | 32    | 5     |
| Кремонезе        | Серия B          | 1982/83          | 35   | 8    | 2            | 0            | 0         | 0         | 2      | 0      | 39    | 8     |
| Кремонезе        | Серия B          | 1983/84          | 37   | 10   | 5            | 2            | 0         | 0         | 0      | 0      | 42    | 12    |
| Кремонезе        | Итого            | Итого            | 105  | 23   | 8            | 2            | 0         | 0         | 2      | 0      | 115   | 25    |
| Сампдория        | Серия А          | 1984/85          | 28   | 3    | 13           | 6            | 0         | 0         | 0      | 0      | 41    | 9     |
| Сампдория        | Серия А          | 1985/86          | 28   | 6    | 7            | 2            | 4         | 0         | 0      | 0      | 39    | 8     |
| Сампдория        | Серия А          | 1986/87          | 28   | 12   | 5            | 4            | 0         | 0         | 1      | 0      | 34    | 16    |
| Сампдория        | Серия А          | 1987/88          | 30   | 10   | 13           | 3            | 0         | 0         | 0      | 0      | 43    | 13    |
| Сампдория        | Серия А          | 1988/89          | 30   | 14   | 14           | 13           | 7         | 5         | 1      | 1      | 52    | 33    |
| Сампдория        | Серия А          | 1989/90          | 22   | 10   | 2            | 2            | 8         | 7         | 1      | 0      | 33    | 19    |
| Сампдория        | Серия А          | 1990/91          | 26   | 19   | 7            | 3            | 4         | 1         | 0      | 0      | 37    | 23    |
| Сампдория        | Серия А          | 1991/92          | 31   | 11   | 6            | 3            | 11        | 6         | 1      | 0      | 49    | 20    |
| Сампдория        | Итого            | Итого            | 223  | 85   | 67           | 36           | 34        | 19        | 4      | 1      | 328   | 141   |
| Ювентус          | Серия А          | 1992/93          | 32   | 6    | 7            | 2            | 10        | 5         | 0      | 0      | 49    | 13    |
| Ювентус          | Серия А          | 1993/94          | 10   | 4    | 0            | 0            | 2         | 0         | 0      | 0      | 12    | 4     |
| Ювентус          | Серия А          | 1994/95          | 30   | 17   | 7            | 3            | 9         | 2         | 0      | 0      | 46    | 22    |
| Ювентус          | Серия А          | 1995/96          | 30   | 11   | 0            | 0            | 7         | 2         | 1      | 1      | 38    | 14    |
| Ювентус          | Итого            | Итого            | 102  | 38   | 14           | 5            | 28        | 9         | 1      | 1      | 145   | 53    |
| Челси            | Премьер-лига     | 1996/97          | 28   | 9    | 5            | 2            | 0         | 0         | 0      | 0      | 33    | 11    |
| Челси            | Премьер-лига     | 1997/98          | 21   | 11   | 4            | 2            | 8         | 6         | 1      | 0      | 34    | 19    |
| Челси            | Премьер-лига     | 1998/99          | 9    | 1    | 6            | 8            | 5         | 1         | 0      | 0      | 20    | 10    |
| Челси            | Итого            | Итого            | 58   | 21   | 15           | 12           | 13        | 7         | 1      | 0      | 87    | 40    |
| Всего за карьеру | Всего за карьеру | Всего за карьеру | 488  | 167  | 104          | 55           | 75        | 35        | 8      | 2      | 675   | 259   |

### Тренерская
| Команда | Начало работы   | Завершение работы | Показатели | Показатели | Показатели | Показатели | Показатели |
| Команда | Начало работы   | Завершение работы | М          | В          | Н          | П          | % побед    |
| ------- | --------------- | ----------------- | ---------- | ---------- | ---------- | ---------- | ---------- |
| Челси   | 13 февраля 1998 | 12 сентября 2000  | 133        | 70         | 38         | 25         | 052,63     |
| Уотфорд | 1 июля 2001     | 14 июня 2002      | 51         | 19         | 11         | 21         | 037,25     |
| Итого   | Итого           | Итого             | 184        | 89         | 49         | 46         | 048,37     |